# 直立山梗菜
直立山梗菜（学名：Lobelia erectiuscula）为桔梗科半边莲属下的一个种。